# ليون ستراوس
ليون ستراوس (بالفرنسية: Léon Strauss)‏ هو مؤرخ فرنسي، ولد في 14 أغسطس 1927 في Sarrebourg ‏ في فرنسا. وهو من أصل أشكنازي، ومتخصص في تاريخ الألزاس في القرنين التاسع عشر والعشرين. وهو محاضر فخري في جامعة ستراسبورغ، درس بشكل خاص تاريخ النقابات العمالية والحركة العمالية، وكذلك تاريخ اليسار في الألزاس.